# (96080) 7649 P-L
(96080) 7649 P-L es un asteroide perteneciente al grupo de los asteroides que cruzan la órbita de Marte, descubierto el 27 de septiembre de 1960 por Cornelis Johannes van Houten en conjunto a su esposa también astrónoma Ingrid van Houten-Groeneveld y el astrónomo Tom Gehrels desde el Observatorio del Monte Palomar, Estados Unidos.

## Designación y nombre
Designado provisionalmente como 7649 P-L.

## Características orbitales
7649 P-L está situado a una distancia media del Sol de 2,248 ua, pudiendo alejarse hasta 2,903 ua y acercarse hasta 1,593 ua. Su excentricidad es 0,291 y la inclinación orbital 3,027 grados. Emplea 1231,20 días en completar una órbita alrededor del Sol.

## Características físicas
La magnitud absoluta de 7649 P-L es 16,88.